# Tram ATM serie 4000
Le vetture tranviarie serie 4000 dell'ATM di Milano (conosciute come "Due camere e cucina", per via dell'originale se non quasi unica struttura del modello che, con quella cassa centrale sempre oscillante, ne valse il soprannome) sono state motrici tranviarie urbane, della città di Milano.

## La nascita (I serie)
Elaborando in proprio le Officine ATM il progetto delle 3000, vede la luce nel 1935 un secondo modello di motrice articolata, realizzata questa volta non più dovendo motorizzare due rimorchiate, bensì unendo direttamente un rimorchio ed una motrice di serie 600, interponendovi al solito un elemento realizzato dalla Carminati & Toselli. Unendo così la 676 alla 1300 nasce la 4000.
La 4000 rimane unico esemplare per cinque anni, finché, nel 1940, le Officine Teodosio cominciano ad assemblare il primo lotto di vetture, a partire dalla 4001 fino alla 4025, ultimata in pieno periodo bellico. Queste vetture disponevano già della porta posteriore completa e andarono ad integrare il servizio svolto dalle 3000.

## Caratteristiche generali
Le 4000 erano esteticamente identiche alle 3000, ma con solo due assi motori e il truck della cassa anteriore (motrice) con le barre laterali. L'avviamento era anch'esso differente, visto che era affidato al classico B54, tipico delle motrici di serie 600.
Il prototipo disponeva fin dall'origine del trolley sulla cassa anteriore, tuttavia si dovrà aspettare fino al 1940 perché la porta posteriore non sia più a due battenti.

## Gli anni quaranta e la II serie (postbellica)
La notte tra il 12 ed il 13 agosto 1943, tristemente ricordata a Milano per i pesanti bombardamenti, non lascia scampo nemmeno alle nuovissime 4000 delle quali se ne riesce a salvare solo la 4005.
L'impresa di ricostruzione delle vetture sinistrate dagli eventi bellici riprenderà solo nel 1945, mentre già invece le linee di circolare proseguivano a singhiozzo fin dallo stesso agosto del 1943, per l'eccessivo carico e la scarsa disponibilità di mezzi in grado di esercitare il servizio. Nel 1945 15 motrici vengono ricostruite dalle Officine Teodosio, mantenendo l'originaria struttura della cassa in legno, ma modificando talora le sopraffinestre. Esse erano la 4000, la 4003, la 4006, la 4007, la 4008, la 4010, la 4011, la 4013, la 4015, la 4018, la 4020, la 4022, la 4023, la 4024 e la 4025. Le rimanenti dieci vetture (4001, 4002, 4004, 4009, 4012, 4014, 4016, 4017, 4019 e 4021) saranno al contrario spedite alla Breda, affinché le ricostruisca completamente a cassa metallica.
Sempre alla Breda pervengono, tra il 1944 ed il 1945, i relitti delle 3000 distrutte (utilizzando fino alla 4041 la cassa posteriore e quella centrale, e per le altre ultime solo quella anteriore) e alcune motrici di serie 600 che, sfruttando alcuni equipaggiamenti elettrici superstiti di motrici Edison, costituiranno il secondo lotto di 4000: dalla 4026 alla 4049. Per l'inizio degli anni cinquanta, dunque, le vetture a 4 assi di serie 4000 erano giunte alle 50 unità.

## Il declino

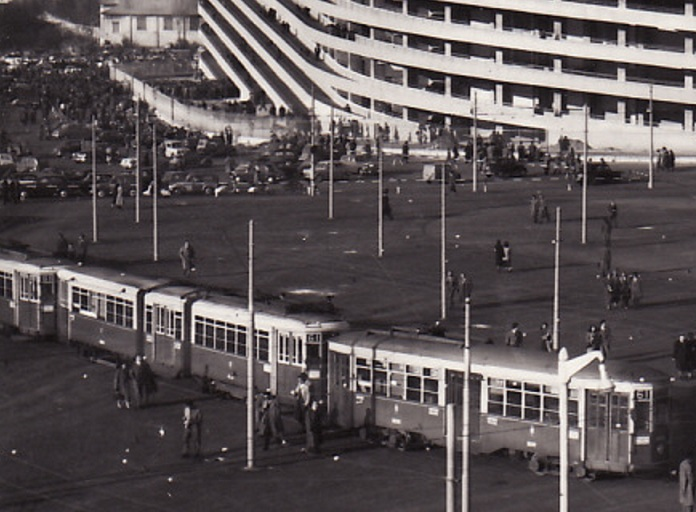
Tram serie 4000 negli anni '50 a S.Siro

Nel decennio che seguì tali vetture tornarono ad assolvere ai compiti loro assegnati prima degli sconvolgimenti dovuti al conflitto bellico, facendo servizio sulle linee 25-26 e 29-30, con eventuali corse di rinforzo su altre linee.
Tra il 1955 ed il 1961, grazie all'arrivo delle moderne motrici articolate di serie 4600 e 4700, tutte le 4000 furono distolte dalle linee di circonvallazione e destinate ad altre linee. Nel 1961 vennero definitivamente radiate tutte le motrici di serie 4000 con cassa in legno, mentre le sette a cassa metallica ricostruite dalla Breda, ancora in circolazione, ricevettero gli equipaggiamenti elettrici dalle 3000 ricostruite, fondando così la serie 4100, dove la matricola 4101 era stata attribuita alla vettura 4016 dotata di macchinette per la condotta del freno e equipaggiamento elettrico proveniente dalla vettura 3010, devastata da un incendio.
Le rimanenti 4000 del secondo lotto a cassa metallica proseguirono la loro attività assieme alle sette 4100 recuperate dopo la soppressione della linea 9. Poco alla volta i motivi per i quali erano state progettate caddero, poiché superate da altre vetture in grado di assolverli in maniera migliore. Così furono precluse a svolgere, come ultimo loro importante compito, i rinforzi domenicali per lo stadio di S.Siro (linea 61) e infine il servizio regolare tra Piazza Sire Raul e Piazza Aspromonte, nel 1968. Due anni dopo, con la razionalizzazione del sistema tranviario e l'introduzione della tariffa oraria, tutte le motrici della serie 4000 furono accantonate, malgrado l'apporto su alcune di esse del moderno pantografo (in coppia al trolley); non furono comunque molte le occasioni in cui queste vetture lasciarono il proprio deposito di appartenenza negli ultimi anni di esercizio.

## Unità conservate

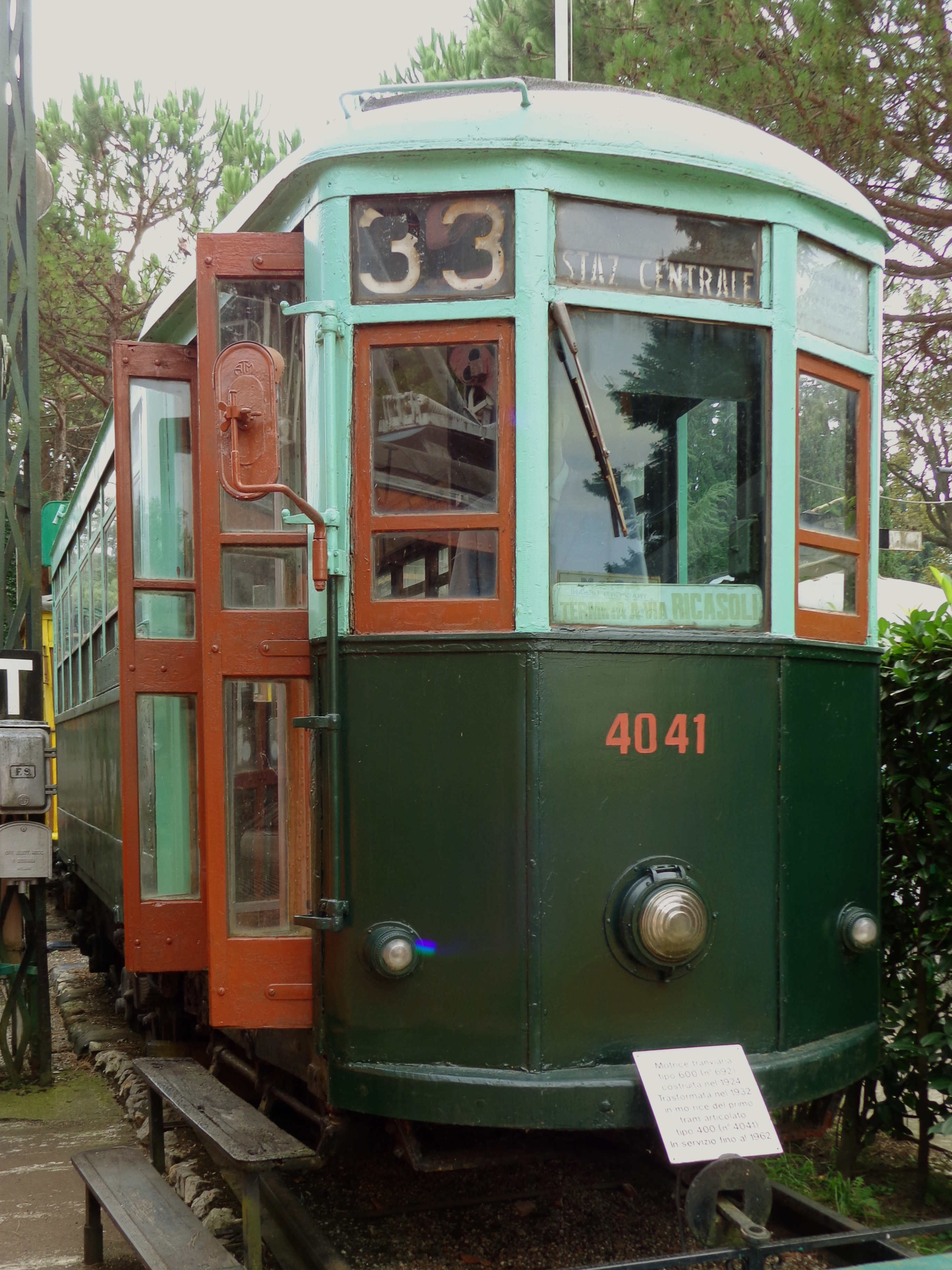
La vettura 4041 conservata al Museo dei trasporti Ogliari di Ranco

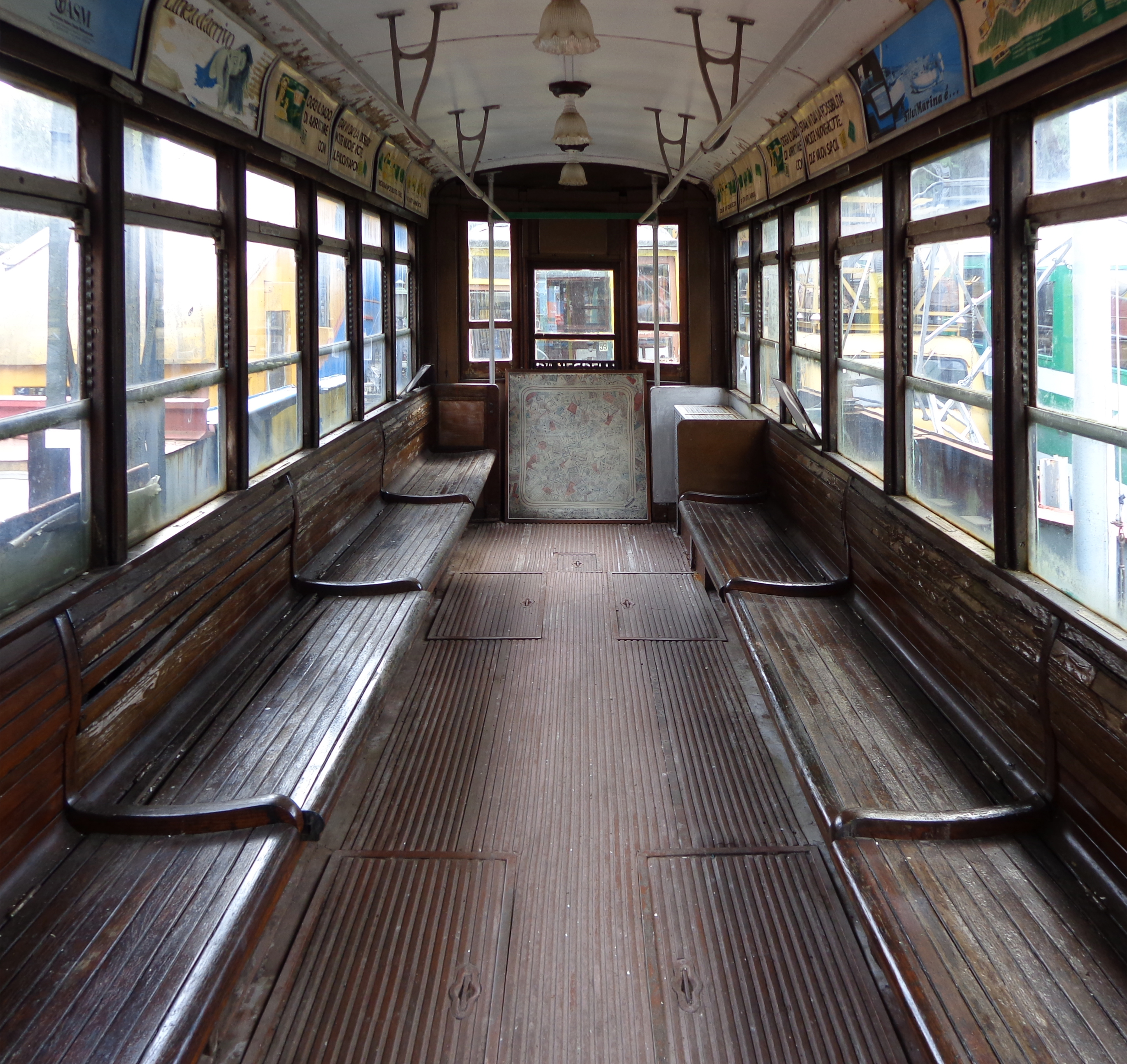
Interno della vettura 4041 conservata al Museo dei trasporti Ogliari di Ranco

Nel 1973 fu tentata la trasformazione della 4041 in veicolo sgombraneve; le diverse modifiche apportate alla cassa la portarono ad assumere un aspetto simile ad uno di una 700 priva della piattaforma posteriore. I risultati non riusciranno mai a soddisfare, sicché tale mezzo finirà accantonato per diversi anni nel deposito Messina, per poi essere ceduto al Museo dei trasporti Ogliari a Ranco; alla chiusura dello stesso il mezzo è stato spostato a Volandia, vicino all'aeroporto di Malpensa.